# غارفين كروس
غارفين كروس (بالإنجليزية: Garvin Cross)‏ هو ممثل أمريكي، ولد في 1970 في كندا.

## أعمال

### أفلام
- (2005) الفوضى

## وصلات خارجية
- غارفين كروس على موقع IMDb (الإنجليزية)
- غارفين كروس على موقع تيرنر كلاسيك موفيز (الإنجليزية)
- غارفين كروس على موقع أول موفي (الإنجليزية)
- غارفين كروس على موقع قاعدة بيانات الفيلم (الإنجليزية)